# Garches
Garches is een gemeente in het Franse departement Hauts-de-Seine (regio Île-de-France) en telt 18.036 inwoners (1999). De plaats maakt deel uit van het arrondissement Nanterre, en heeft een jumelage met Gröbenzell.

## Ziekenhuis
- Hôpital Raymond-Poincaré

## Geografie
De oppervlakte van Garches bedraagt 2,7 km², de bevolkingsdichtheid is 6680,0 inwoners per km².
De onderstaande kaart toont de ligging van Garches met de belangrijkste infrastructuur en aangrenzende gemeenten.

## Demografie
Onderstaande figuur toont het verloop van het inwonertal (bron: INSEE-tellingen).

## Geboren
- Daniel Prévost (1939), acteur en humorist

## Overleden
- Mario Carl-Rosa (1853-1913), kunstschilder
- André Derain (1880-1954), kunstschilder en beeldhouwer
- Sidney Bechet (1897-1959), Amerikaans jazz-saxofonist, klarinettist, en componist
- Nina Dyer (1930-1965), Brits model en societyfiguur
- Robert Veyron-Lacroix (1922-1991), klavecimbelspeler en pianist
- Maurice Raichenbach (1915-1998), dammer
- Lilly Kahil (1926-2002), Zwitsers-Franse archeologe en hooglerares
- Guillaume Depardieu (1971-2008), acteur
- Guy Béart (1930-2015), zanger
- Jean-Marie Le Pen (1928-2025), politicus